# Cunaxa mageei
Cunaxa mageei är en spindeldjursart som beskrevs av Frank Jason Smiley 1992. Cunaxa mageei ingår i släktet Cunaxa och familjen Cunaxidae. Inga underarter finns listade i Catalogue of Life.